# Armand Bouchart
Armand Bouchart fue un templario activo durante el siglo XII que dirigió una pequeña guarnición en la isla de Chipre en 1192. La Orden del Temple compró la isla después de que la conquistara Ricardo Corazón de León en 1191.

## Biografía
Lo único que se conoce de Armand Bouchart es a través de las crónicas sobre la conquista de Chipre por los francos y durante su periodo de comandancia en la isla de Chipre entre 1191 y 1192.
Sin embargo, esta pequeña guarnición bajo el mando de Armand Bouchart era apenas suficiente para ocupar adecuadamente la isla. Los hombres enviados para cuidar de la isla eran guerreros, y no administradores. Poco después de llegar a Chipre, la arrogancia de la Orden quedó claramente demostrada. Empezaron a faltar al respeto a barones de la isla y a ciudadanos y comenzaron a tomar lo que querían.
La pequeña guarnición bajo la comandancia de Armand Bouchard era insuficiente para ocupar adecuadamente la isla, y se enfrentó a un levantamiento el 28 de marzo de 1192 en Nicosia. La chronique d'Ernoul describe que se produjo una matanza sobre toda la población.
La orden no decidió conservar Chipre y fue vendida a Guido de Lusignan aunque los templarios siguieron manteniendo sus posesiones en la isla junto con otras órdenes religiosas como la Orden de San Juan de Jerusalén.

## Cultura actual
Armand Bouchart aparece en el videojuego Assassin's Creed: Bloodlines como el antagonista principal y Gran Maestre de la Orden del Temple, que muere en manos de Altaïr Ibn-La'Ahad.